# Joe Dundee
Joe Dundee (* 6. August 1903 in Rom, Italien als Samuel Lazzara; † 31. März 1982 in Baltimore, USA) war ein US-amerikanischer Boxer italienischer Abstammung im Weltergewicht und sowohl universeller als auch NYSAC-Weltmeister.